# Anders Gjellerup Koch
Anders Gjellerup Koch (født 7. juli 1961 i København) er en dansk skuespiller.
Koch blev uddannet på Skuespillerskolen ved Aarhus Teater i 1986 og har i løbet af sin karriere bl.a. haft roller på Det Kongelige Teater, Odense Teater, Gladsaxe Teater og Det Danske Teater. Fra 1998 arbejdede han freelance, men har siden 2004 været fastansat på Odense Teater.
Han er søn af skuespillerne Eik Koch og Lise Gjellerup Koch og er bror til Christiane Gjellerup Koch, der også er skuespiller. Privat er han siden 1996 gift med Mette Maria Ahrenkiel.

## Filmografi
- Slingrevalsen (1981)
- Krøniken (2003-2006)
- Hjemve (2007)